# Grönörarna, Raseborg
Grönörarna är öar i Finland. De ligger i Finska viken och i kommunen Raseborg i landskapet Nyland, i den södra delen av landet. Öarna ligger omkring 73 kilometer väster om Helsingfors.
Arean för den av öarna koordinaterna pekar på är 0,9 hektar och dess största längd är 140 meter i sydväst-nordöstlig riktning. Närmaste större samhälle är Karis, 17,8 km norr om Grönörarna.